# 李恢成
李 恢成（り かいせい、イ・フェソン、이회성、1935年2月26日 - 2025年1月5日）は、在日コリアンの小説家。1972年に芥川賞を受賞した。

## 略歴
樺太真岡郡真岡町に生まれる。父親は黄海北道、母親は慶尚北道の出身。1944年に母が病死、1945年の敗戦後、家族で日本人引揚者とともに樺太より脱出。、GHQによって長崎県大村市の収容所に収監された後、朝鮮への帰還を図ったが果たせず、札幌市に住む。このとき、樺太に姉を残留させたことが、その後の作品内でもトラウマとして残っていたことが語られている（在樺コリアン参照）。
北海道札幌西高等学校から、早稲田大学第一文学部露文科に進学。早稲田大学時代は留学生運動の中で活動していた。大学卒業後、最初は朝鮮語による創作をめざしたが果たせず、日本語での活動を志す。
朝鮮総連中央教育部、朝鮮新報記者を務めた後、朝鮮総連から離れ、1969年の群像新人文学賞受賞を機に作家生活に入る。
1972年1月、『砧をうつ女』によって日本文壇初の外国人として、第66回芥川賞を受賞した。代表作に『見果てぬ夢』『百年の旅人たち』など。
1970年にひそかに訪韓した後、芥川賞受賞後の1972年に再び訪韓する。このときは朝鮮籍であった。しかし、その後は長期にわたって韓国政府当局から入国を拒否された。
1974年4月、韓国で朴正熙の独裁政権に反対するデモを起こした大学生らのうち180人が拘束される「民青学連事件」が発生。7月16日までに、金芝河ら14人に死刑、15人に無期懲役、日本人の太刀川正樹と早川嘉春を含む26人に懲役15年から20年の刑が科せられた。同月16日夕方から19日にかけて李恢成、金石範、金時鐘、真継伸彦、南坊義道らは数寄屋橋公園でハンガー・ストライキを行った。同月21日に金芝河の刑は無期懲役に減刑された。
1975年、中央公論社の宮田毬栄から依頼を受け、金芝河の作品集『不帰』を翻訳。
1982年、北海道新聞文学賞（創作・評論部門）の選考委員に就任。
1995年11月に韓国入国ができたが、その後も、国籍問題を理由に何度も韓国当局との間で入国をめぐるやりとりがあった。
1998年、金大中政権発足を機会に、韓国国籍を取得した。この経験と、韓国籍取得にからんで金大中政権の発足によって大韓民国は民主化したと表現した李恢成に対し、朝鮮籍を「北でも南でもない『準統一国籍』」と考える作家・金石範が批判し、両者は雑誌媒体を通して論争を繰り広げた。
2025年1月5日、誤嚥性肺炎のため東京都内の病院で死去。89歳没。

## 受賞歴
- 1969年 『またふたたびの道』で第12回群像新人文学賞
- 1972年 『砧をうつ女』で第66回芥川賞
- 1994年 『百年の旅人たち』で野間文芸賞

## 著書

### 単著
- 『またふたたびの道』講談社 1969　のち文庫、「またふたたびの道・砧をうつ女」文芸文庫
- 『われら青春の途上にて』講談社 1970　のち文庫、「われら青春の途上にて・青丘の宿」文芸文庫
- 『伽倻子のために』新潮社 1970　のち文庫（小栗康平が映画化）
- 『青丘の宿』講談社 1971 のち文庫
- 『砧をうつ女』文藝春秋 1972　のち文庫
- 『新鋭作家叢書 李恢成集』河出書房新社 1972
- 『約束の土地』講談社 1973
- 『参加する言葉 対話集』講談社 1974
- 『北であれ南であれわが祖国』河出書房新社 1974　「沈黙と海」「円のなかの子供」角川文庫
- 『イムジン江をめざすとき』角川書店 1975
- 『私のサハリン』講談社 1975
- 『追放と自由』新潮社 1975　のち講談社文庫
- 『約束の土地』講談社 1977
- 『見果てぬ夢』全6巻 講談社 1977‐1979　のち文庫
- 『流民伝』河出書房新社 1980
- 『青春と祖国』筑摩書房 1981
- 『風よ海をわたれ 李恢成十年の対論』同時代社 1982
- 『サハリンへの旅』講談社 1983　のち文芸文庫
- 『流域へ』講談社 1992 のち文芸文庫
- 『百年の旅人たち』新潮社 1994 のち文庫
- 『時代と人間の運命 エッセー篇 /対論編』同時代社 1996
- 『死者と生者の市』文藝春秋 1996
- 『可能性としての「在日」』講談社文芸文庫 2002
- 『地上生活者』講談社 2005 -
  - 第1部 北方からきた愚者 2005
  - 第2部 未成年の森 2005
  - 第3部 乱像 2008
  - 第4部 痛苦の感銘 2011
  - 第5部 邂逅と思索 2015
  - 第6部 最後の試み 2020
- 『四季』新潮社 2005
- 『〈在日〉文学全集 第4巻 李恢成』勉誠出版 2006

### 共編著
- 猪狩章、北岡悠、風間公一、山谷哲夫、李恢成、和田春樹 著、猪狩章 編『光州80年5月 つかの間の春の虐殺』すずさわ書店、1980年12月25日。
- 『李恢成との対話』李恢成文芸講演会その後の会 1981
- 『『アリランの歌』覚書 キム・サンとニム・ウェールズ』水野直樹共編 岩波書店 1991

### 翻訳
- 金芝河 著、李恢成 訳『不帰 金芝河作品集』中央公論社、1975年12月22日。